# Dornot
Dornot est une ancienne commune française située dans le département de la Moselle, devenue, le 1er janvier 2016, une commune déléguée de la commune nouvelle d'Ancy-Dornot.

## Géographie
Ce petit village pittoresque est situé à flanc de coteau.

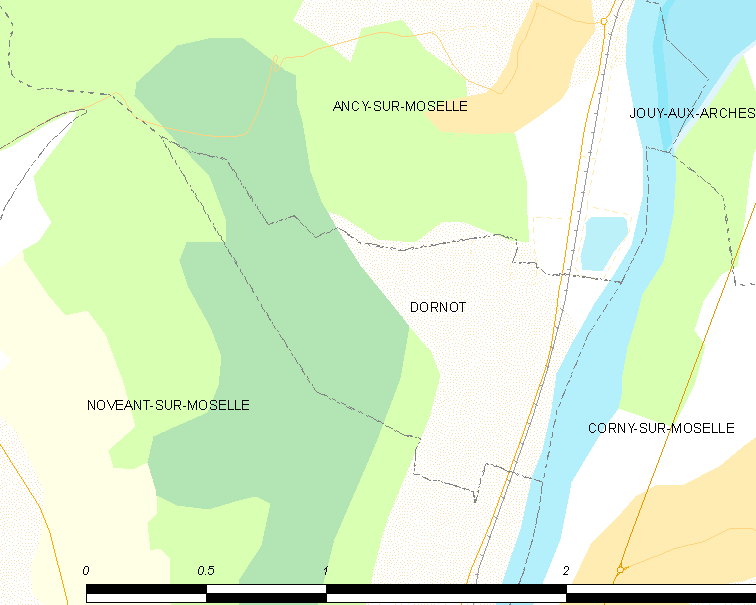
Carte de la commune.

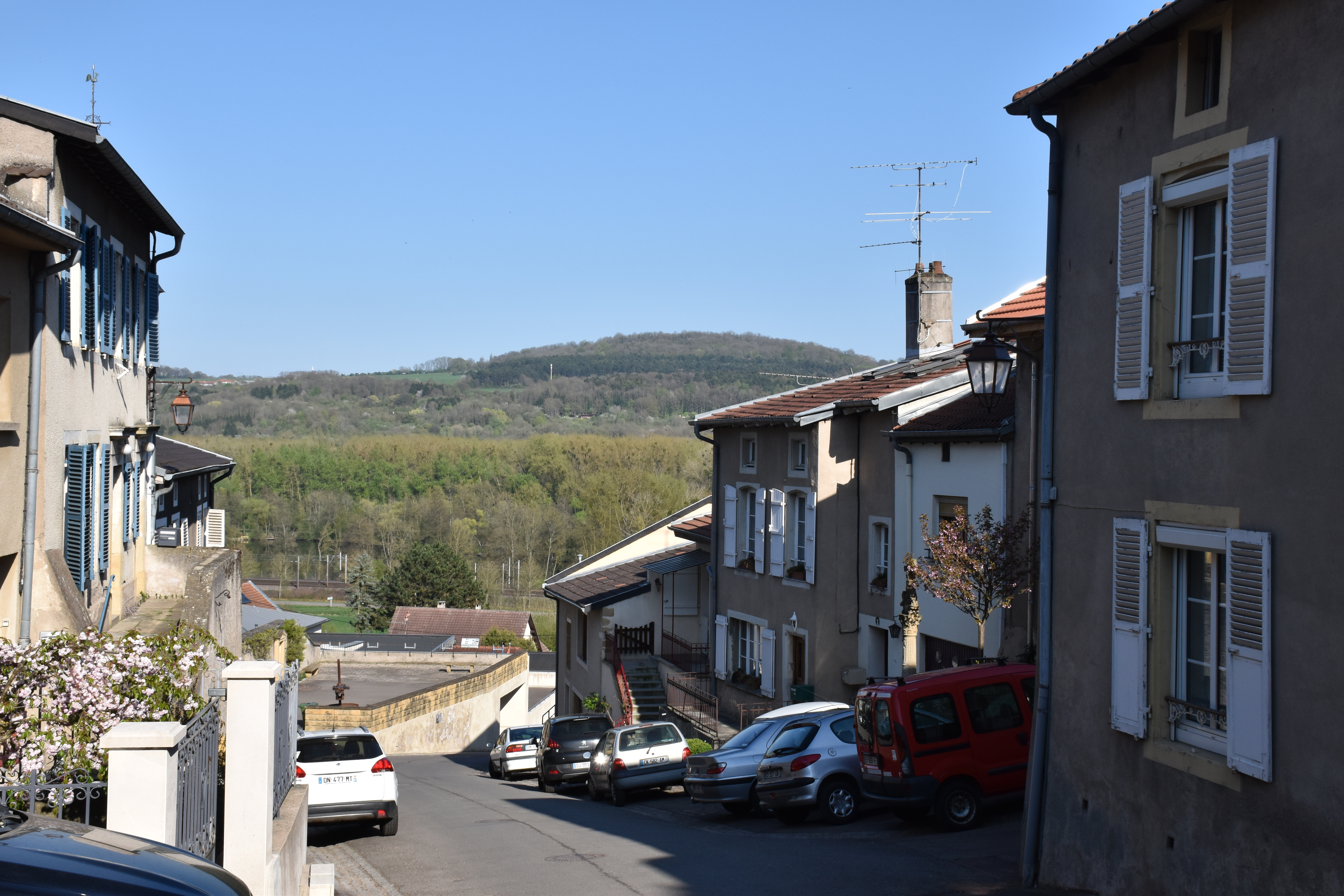
Rue principale de Dornot, en descendant vers la Moselle.

## Toponymie
- Dornincum villa (936) ; Dornat (xive siècle) ; Dorney (xve siècle) ; Donnot (1447) ; Dornaut (1468) ; Dounot (1635) ; Dorno (1722) ; Dorna (carte Cassini) ; Dornot (1793) ; Dorningen (1915–1918 et 1940–1944).

## Histoire
Le village dépendait de l’abbaye de Gorze.
La mairie de Dornot fut rattachée à la commune d’Ancy-sur-Moselle de 1810 à 1869.
Ce petit village du val de Metz était célèbre pour ses vins.

### Empire allemand
Comme les autres communes de l'actuel département de la Moselle, Dornot est annexée à l’Empire allemand de 1871 à 1918. Lorsque la Première Guerre mondiale éclate, les Mosellans se battent naturellement pour l’Empire allemand. Beaucoup de jeunes gens tomberont au champ d'honneur sous l’uniforme allemand, sur le Front de l’Est, mais aussi à l’Ouest, en particulier en France et dans les Flandres. Sujets loyaux de l'Empereur, les Dornotins accueillent cependant avec joie la fin des hostilités et la paix retrouvée. Dornot redevient française.

### Seconde Guerre mondiale

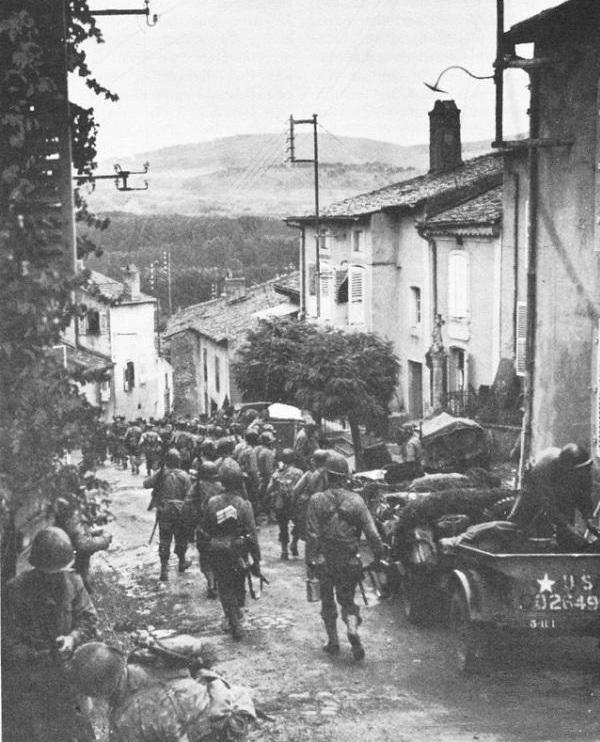
Soldats américains du 11e régiment d'infanterie descendant la rue principale du village de Dornot en vue de la traversée de la Moselle, le 8 septembre 1944.

Dornot fut le théâtre de dramatiques combats au cours de la bataille de Metz en septembre 1944, opposant la 5e division d'infanterie de la 3e armée américaine à la 462e division allemande appuyée par des panzers de la 17e Panzer grenadier division. Cet épisode tragique, connu sous le nom de « tête de pont de Dornot », marqua profondément les habitants de la commune. 
Les 6 et 7 septembre 1944, la 7e division blindée et la 5e division d'infanterie américaines attaquent en force au sud de Metz, dans le secteur allant de Ancy-sur-Moselle à Arnaville sous le feu des forts Driant sur la rive ouest, Sommy et Saint-Blaise sur la rive est de la Moselle. Les lignes allemandes sont enfoncées dans le secteur de Mars-la-Tour jusqu’à Gravelotte et dans celui de Chambley jusqu’à la Moselle, de Dornot à Pagny-sur-Moselle. Des soldats de la 5e division d’infanterie américaine réussissent, à la faveur de la nuit, à traverser la Moselle, brisant ainsi la résistance allemande en face de Dornot. Une fragile tête de pont est en effet établie en face de Dornot, sur la rive est de la Moselle. Comprenant que les défenses de Metz peuvent non seulement être contournées par le sud, mais aussi prises à revers par l’est, le Generalleutnant Krause, commandant la 462e Infanterie-Division réagit rapidement, en demandant l’appui des panzers de la 17e division blindée. 
Le 37e SS Panzer Grenadier Regiment entre immédiatement dans le feu de l'action dans le secteur de Corny-sur-Moselle, face à la « tête de pont de Dornot ». La contre-attaque est menée simultanément sur la rive ouest, depuis Ars-sur-Moselle, par le  bataillon Berg, formé par les élèves SS de la Nachrichtenschule der Waffen-SS Metz, l’école des transmissions de Metz, intégrés à la 462e Infanterie-Division depuis deux semaines. Les combats sont sans pitié et les troupes, tant américaines qu’allemandes, ne font pas de prisonniers. Les élèves officiers de la Fahnenjunkerschule VI de Metz incorporés dans la 462e Volksgrenadier division connaissaient bien le terrain au nord de la commune pour l’avoir utilisé comme terrain de manœuvre. Cette connaissance du terrain facilitera les contre-attaques sur Dornot depuis le groupe fortifié Driant. Les soldats de la 462e Infanterie-Division organisent régulièrement des contre-attaques nocturnes en direction du sud, harcelant de leurs tirs précis les troupes américaines retranchées d'abord à Ancy-sur-Moselle, puis à Dornot même. Le 10 septembre 1944, après 3 jours de combats acharnés, et 945 tués, blessés ou disparus, les Américains sont finalement rejetés de la rive est à Dornot.
La victoire, chèrement payée par les troupes allemandes, sera de courte durée. Alors que la tête de pont de Dornot est évacuée, les Américains reprennent pied sur la rive ouest de la Moselle, dans le secteur d’Arnaville. Fin septembre et début octobre 1944, l'aviation américaine bombardera plusieurs fois le secteur, larguant des bombes au napalm de 500 kg. Il faudra attendre le 8 décembre 1944, et la chute du fort Driant, pour que les habitants de Dornot et des communes voisines retrouvent une paix méritée. La commune sortira meurtrie de ces combats.

### Époque contemporaine
En novembre 2015, les conseils municipaux d'Ancy-sur-Moselle et de Dornot ont voté leur fusion, qui devint officielle le 1er janvier 2016.

## Politique et administration
| Période                                  | Période   | Identité        | Étiquette | Qualité |
| ---------------------------------------- | --------- | --------------- | --------- | ------- |
| 1974                                     | mars 1995 | Louis Briot     | SE        | Maire   |
| mars 1995                                | mars 2001 | Edmond Karmann  | SE        | Maire   |
| mars 2001                                |           | Michel Coulette |           |         |
| Les données manquantes sont à compléter. |           |                 |           |         |

## Démographie
L'évolution du nombre d'habitants est connue à travers les recensements de la population effectués dans la commune depuis 1793. À partir du 1er janvier 2009, les populations légales des communes sont publiées annuellement dans le cadre d'un recensement qui repose désormais sur une collecte d'information annuelle, concernant successivement tous les territoires communaux au cours d'une période de cinq ans. 
Pour les communes de moins de 10 000 habitants, une enquête de recensement portant sur toute la population est réalisée tous les cinq ans, les populations légales des années intermédiaires étant quant à elles estimées par interpolation ou extrapolation. Pour la commune, le premier recensement exhaustif entrant dans le cadre du nouveau dispositif a été réalisé en 2007,.
En 2013, la commune comptait 189 habitants, en évolution de −1,56 % par rapport à 2008 (Moselle : +0,02 %, France hors Mayotte : +2,49 %).
| 1793 | 1800 | 1806 | 1871 | 1875 | 1880 | 1885 | 1890 | 1895 |
| ---- | ---- | ---- | ---- | ---- | ---- | ---- | ---- | ---- |
| 276  | 254  | 272  | 216  | 210  | 193  | 205  | 197  | 184  |

| 1900 | 1905 | 1910 | 1921 | 1926 | 1931 | 1936 | 1946 | 1954 |
| ---- | ---- | ---- | ---- | ---- | ---- | ---- | ---- | ---- |
| 162  | 173  | 203  | 152  | 158  | 195  | 183  | 136  | 188  |

| 1962 | 1968 | 1975 | 1982 | 1990 | 1999 | 2007 | 2011 | 2013 |
| ---- | ---- | ---- | ---- | ---- | ---- | ---- | ---- | ---- |
| 209  | 195  | 200  | 179  | 181  | 186  | 191  | 196  | 189  |

## Culture locale et patrimoine

### Lieux et monuments

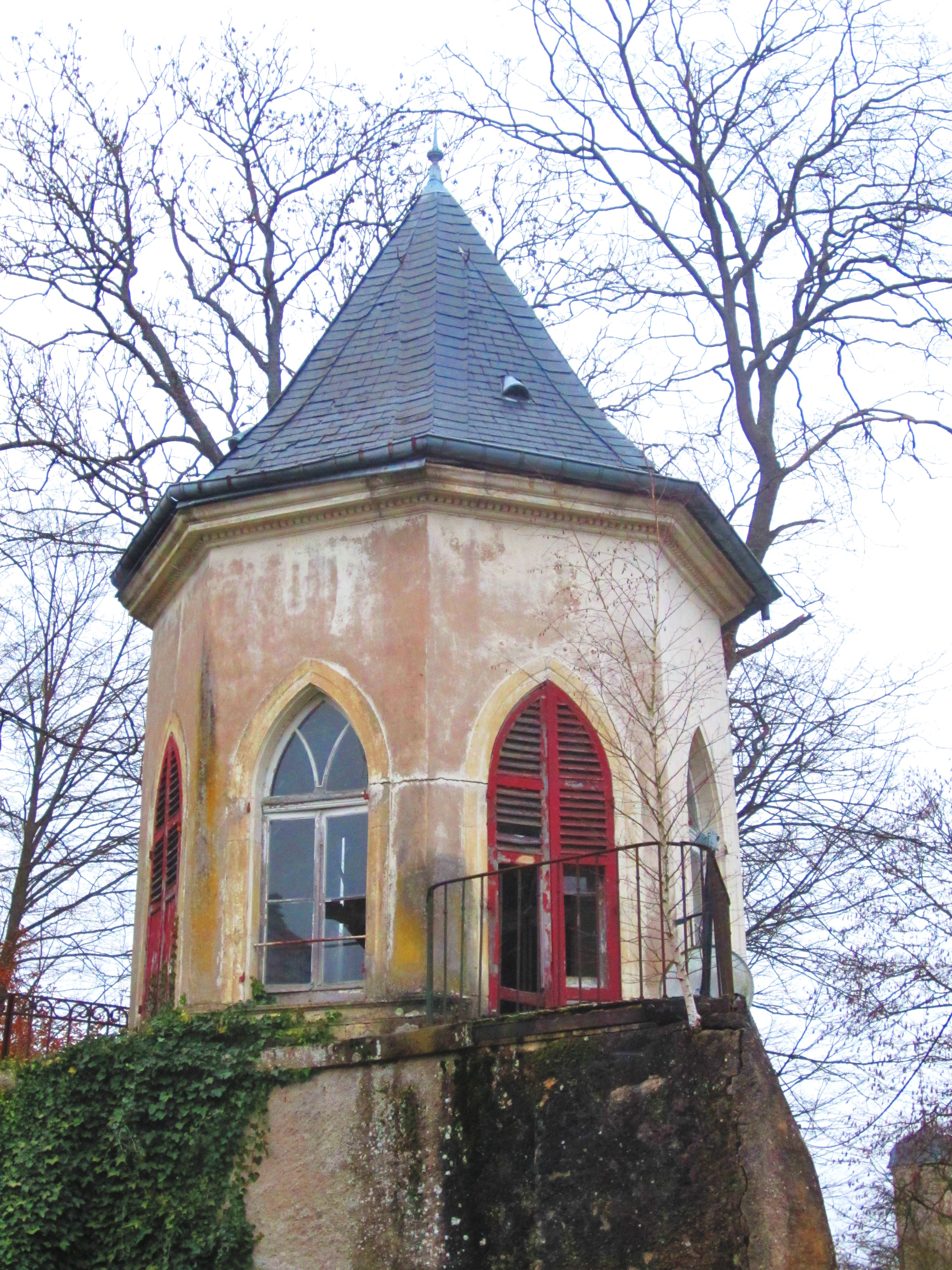
Tourelle dans le jardin de l'ancien château.

- Les Rochers de la Frasse dans la direction de Novéant-sur-Moselle sont également pittoresques.

#### Édifice religieux
- Église Saint-Clément, clocher reconstruit début XIXe. L'allée centrale de cette église à la particularité de descendre vers le cœur. Devant l'église se trouve une statue de la  Vierge à l'Enfant datant du XVIe.
- Cimetière ombragé par un if de 3,60 m de circonférence.
- Panorama sur le val de Metz depuis la croix de la Paule, la croix Rondo ou la croix Saint-Clément.

### Gastronomie
Ce petit village du val de Metz était reconnu pour ses vins AOC Vin de Moselle ainsi que pour sa production de mirabelles et de fraises. Le dernier vigneron originaire du village était Clotaire Briot ; son vin était, dans les années 1960, dégusté sur le France (paquebot). Depuis quelques années le vignoble Dornotin connaît une renaissance grâce aux mérites de la famille Bert du Domaine des Coteaux de Dornot.

### Personnalités liées à la commune
- Ferdinand Charles Folliot (1867-), lieutenant d’infanterie au gouvernement militaire de Paris, chevalier de la Légion d’honneur (1923), né dans la commune[11].
- Jean Claude Sautré (1755-1821), lieutenant de cuirassiers, chevalier de la Légion d’honneur (1807), né dans la commune[12].

### Héraldique
| Blason de Dornot | Blason  | D'azur à saint Gorgon à cheval, équipé et armé d'une lance, sur une terrasse, accompagné en chef de deux grappes de raisin, tigées et feuillées, le tout d'or. |
| Blason de Dornot | Détails | Le statut officiel du blason reste à déterminer. |